# بابل هخامنشی
بابل هخامنشی یا بابیروش (پارسی باستان: 𐎲𐎠𐎲𐎡𐎽 Bābiruš) ساتراپی بابل در شاهنشاهی هخامنشی بود که با فتح امپراتوری بابل نو در سال ۵۳۹ پ. م به‌دست کوروش بزرگ در نبرد اوپیس آغاز می‌شود.

## ساتراپ‌ها
- گئوبروه یکم، ساتراپ، ساتراپی واحد بابل و عبر-ناری از سال ۵۳۹ تا ۵۳۸ پ.م..
- Nabu-ahhe-bullit، ساتراپ، ساتراپی واحد بابل و عبر-ناری از سال ۵۳۸ تا ۵۳۵ پ.م..
- گئوبروه دوم، ساتراپ، ساتراپی واحد بابل و عبر-ناری از سال ۵۳۵ تا ۵۲۲/۵۲۱ پ.م..
- نبوکدنصر سوم، در ابتدای دوران داریوش بزرگ، شورش در بابل رخ داده و فردی به نام Nidintu-Bel رهبری شورشیان بابل را به عهده گرفت، و خود را با عنوان نبوکدنصر سوم پادشاه بابل معرفی کرد. گفته می‌شود این شورش حدود یکسال و نیم طول کشیده و داریوش توانست بابل را در ۵۲۰ پ.م. بازپس بگیرد؛ بنابراین از ۵۲۲/۵۲۱ تا ۵۲۰ پ.م. بابل از کنترل هخامنشی‌ها خارج شده بود.
- زوپیر، بنا به گفته هرودوت زوپیر فرمانده فاتح بابل است و پس از این پیروزی داریوش بزرگ او را به صورت مادام العمر به عنوان ساتراپ، ساتراپی واحد بابل و عبر-ناری انتخاب کرده و از سال ۵۲۰ تا ۴۸۴ پ.م. او ساتراپ این منطقه می‌باشد.[۱] با این حال اسناد و کتیبه‌های برجای مانده بابلی روایت هرودوت را تأیید نمی‌کنند[۲] و از فردی به نام هیستانس به عنوان ساتراپ منصوب داریوش نام می‌برند.[۳]
- هیستانس [de]، بنا بر اسناد بابلی، ساتراپ، ساتراپی واحد بابل و عبر-ناری از سال ۵۲۰ تا ۵۱۶ پ.م.[۳][۴]
- در سال ۵۱۶ پ.م. داریوش ساختار ساتراپی‌ها را اصلاح کرد و ساتراپی بابل، به دو ساتراپی «بابل» و «عبر-ناری» تقسیم شد.[۳]
- مگاپانوس، فردی است که در حمله به یونان، خشایارشا را همراهی کرده و هرودوت او را با عنوان ساتراپ بابل معرفی می‌کند. اگر روایت هرودوت درباره زوپیر را بپذیریم می‌توان این نتیجه را گرفت که او پس از سرکوب شورش ۴۸۴ پ.م. در بابل،  به عنوان ساتراپ بابل انتخاب شده باشد.
- آرتارم، ساتراپ بابل از ۴۶۵ تا ۴۲۴ پ.م.

## تاریخ

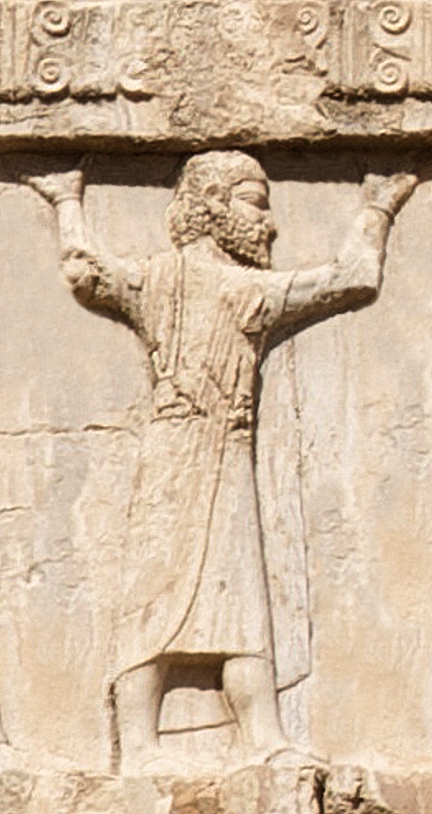
سرباز بابلی در ارتش هخامنشیان، در حدود ۴۸۰ پ. م در نقش برجسته آرامگاه خشایارشا بزرگ

در جریان فتوحات کوروش بزرگ، نبرد اوپیس در سپتامبر ۵۳۹ پیش از میلاد رخ داد، این نبرد موجب ضمیمه شدن امپراتوری بابل نو به قلمرو هخامنشیان شد.
یک سال قبل از مرگ کوروش بزرگ، در سال ۵۲۹ پ. م، او پسرش کمبوجیه دوم را پادشاه بابل کرد و با این کار رسماً او را نایب‌السلطنه خود قرار داد.
پس از اینکه داریوش بزرگ به شاهنشاهی رسید، بابل برای مدت کوتاهی از اکتبر ۵۲۲ پ. م استقلال خود را زیر فرمان حاکمی بومی که نام نبوکدنصر سوم را به خود اختصاص داده‌بود به‌دست‌آورد، ولی داریوش بابل را در اوت ۵۲۰ پ. م دوباره تصرف کرد. چند سال بعد، احتمالاً در ۵۱۴ پ. م، بابل دوباره در زمان پادشاه ارمنی نبوکدنصر چهارم شورش کرد. به همین دلیل با سرکوب شورش، دیوارهای دفاعی بابل تا حدی ویران شدند.
در پایان با حمله اسکندر مقدونی به ایران، بابل توسط اسکندر فتح شد و پس از مرگ اسکندر به امپراتوری سلوکی پیوست. بااین‌حال بابل در دوران شاهنشاهی اشکانی دوباره به ایران بازگشت.